# Mancha de Criptana

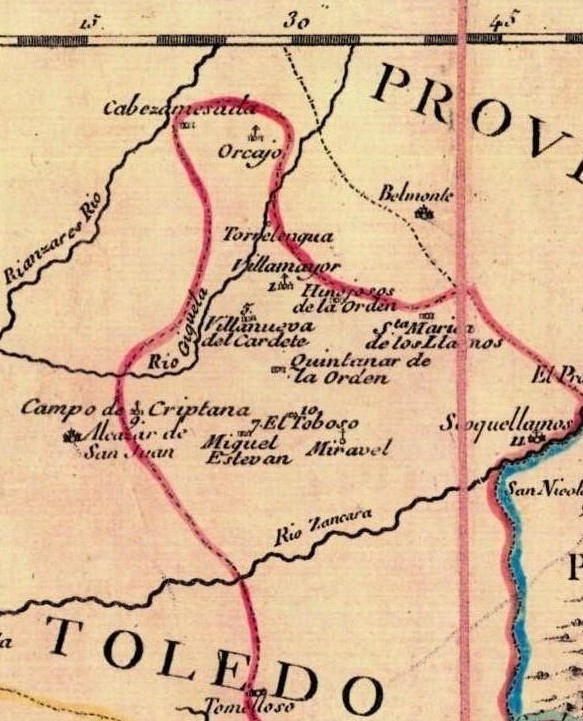
La Mancha de Criptana, según La Mancha histórica de 1765 (fragmento del mapa de Thomás López Pensionista).

La Mancha de Criptana, de Quintanar, de Vejezate o Común de La Mancha se corresponde con los municipios del entorno histórico-cultural del Campo de Criptana, entendiendo como tal, la perfecta llanura que se extiende desde este municipio homónimo hasta la provincia de Albacete. Históricamente la zona se identifica con los territorios definidos en la antigua provincia de La Mancha (año 1765), que para aquellas fechas comprendía municipios de las actuales provincias de Ciudad Real, Toledo y Cuenca (hasta la creación de la administración provincial vigente), todos ellos del mestrazgo de la Orden de Santiago: Horcajo de Santiago (Cuenca), Villamayor de Santiago (Cuenca), Los Hinojosos (Cuenca), Santa María de los Llanos (Cuenca), Villanueva de Alcardete (Toledo), Quintanar de la Orden (Toledo), Campo de Criptana  (C. Real), El Toboso (Toledo), Miguel Esteban (Toledo), Socuéllamos (C. Real), Tomelloso (C. Real), Arenales de San Gregorio (C. Real), y Pedro Muñoz (C. Real). Podemos entender y denominar, en sentido concreto, como Mancha de Criptana, a la agrupación de municipios exclusivos de la provincia de Ciudad Real que siguen perteneciendo a la Mancha Alta, integrando el resto en sus respectivas provincias. Sus límites son:
Al Norte, Mancha de Toledo y La Mancha de Cuenca; al Sur, el Campo de Montiel ciudadrealeño; al oeste, el Campo de San Juan, y al Este, la Mancha Alta Albaceteña.

## Municipios
- Campo de Criptana
- Pedro Muñoz
- Arenales de San Gregorio
- Tomelloso
- Socuéllamos

## Marco Geográfico y Demográfico
Hoy, la Mancha de Criptana, como comarca provincial de Ciudad Real, integrada a su vez como subcomarca dentro de la Mancha Alta, está integrada por solo 5 municipios: Campo de Criptana (302,41 km²), Pedro Muñoz (101,31 km²), Arenales de San Gregorio (31,19 km²), Tomelloso (241,82 km²), y Socuéllamos (374,10 km²). Abarca una extensión de 1.050,83 km².
Según el INE (padrón 2006), comprende en total, unos 67.909 hab., igual a una densidad media de 66,6 hab/km²., la más alta de la Región de La Mancha.
La capital oficiosa histórico-cultural de esta comarca provincial es Tomelloso (33.548 hab.), partido judicial y potencia vinícola.
Como curiosidad, se debe añadir, que los núcleos urbanos de Tomelloso y Campo de Criptana, limitan directamente por el Oeste, con térnminos municipales de la comarca vecina de Campo de San Juan; lo que se ha denominado históricamente como "villas faceras", las cuales disponían de ciertos privilegios de aprovechar también los pastos del alfoz colindante, tal vez por dicha razón, se explique la particularidad de dicho trazado geográfico.

## Historiografía

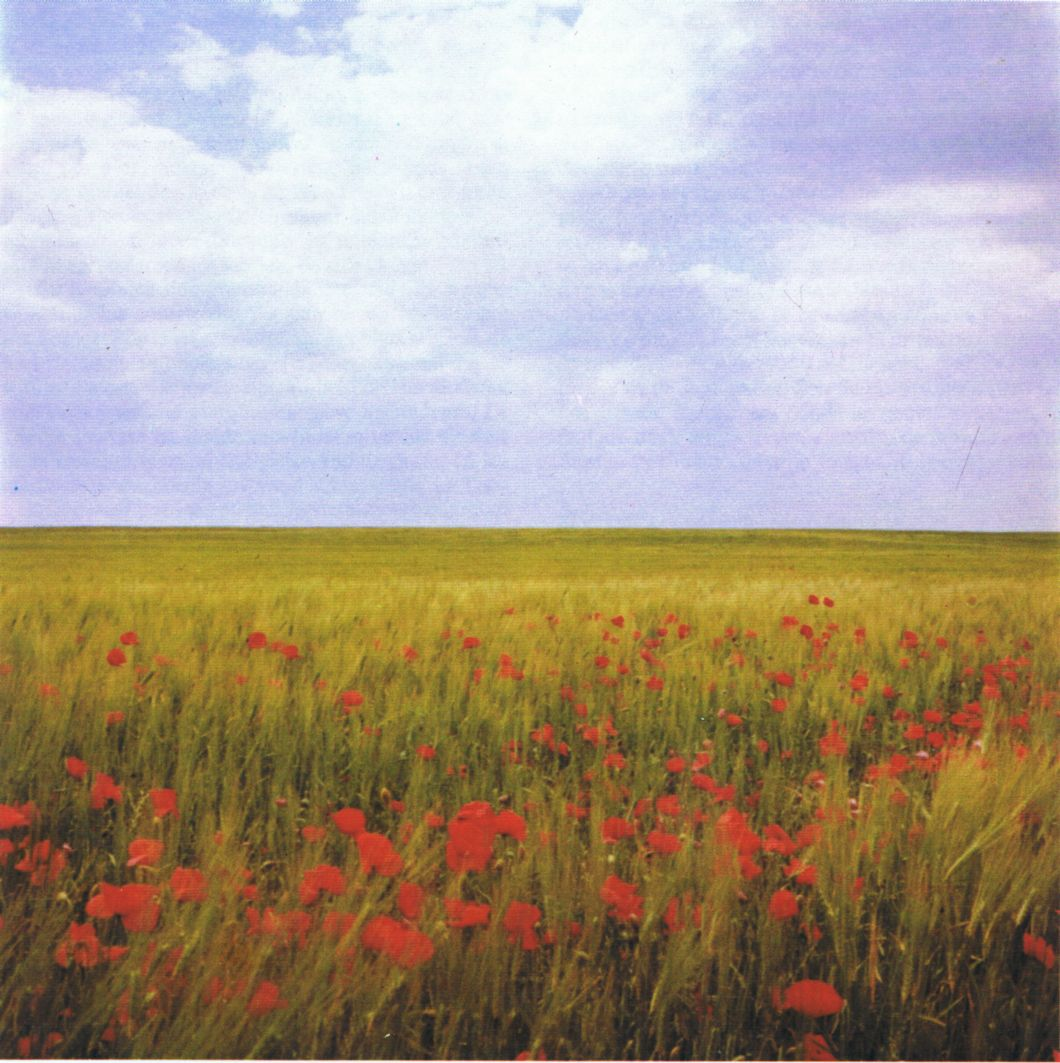
Inicio de verano en la infinita Mancha de Criptana (foto.- F.J. García Mariana.

El origen histórico del territorio de Mancha de Criptana, deriva del conocido como "Común de La Mancha"; y va también unido al de la Mancha de Toledo, La Mancha de Cuenca, y la Mancha Alta Albaceteña; cuyo factor en común se centra, haber sido tierras (en algún momento) todas ellas del poderoso maestrazgo de la Orden de Santiago después de arrebatarlas al alfoz de Alcaraz en su primera colonización ordenada por el rey de Castilla Alfonso VIII. Por lo que estas 4 comarcas provinciales, podrían integrarse en una única denominada "Mancha de Santiago", aunque se prefiere el calificativo de Mancha Alta, por integrar excepcionalmente algunos municipios de la Orden de San Juan; si bien su característica fundamental es el haber sido llanura de la Orden de la Cruz y de la Espada.
De la misma manera, es más conveniente denominar "Mancha de Criptana" que no "Mancha de Santiago", ya que aquella se ciñe mejor al topónimo local.
Respecto al término de "comunes", eran asociaciones de pueblos de una misma jurisdicción con unos mismos fines fiscales y ganaderos. Precisamente, la Orden de Santiago dividió sus territorios en tres comunes: el Común de Uclés, el Común de Montiel, y el Común de La Mancha. Por lo que este último, ya en 1353, poseía territorios entre los ríos Guadiana y Gigüela, con cabeza en Quintanar de la Orden, por lo que incluía municipios de la actual provincia de Toledo, además de Cuenca y Ciudad Real. 
Entre 1478 y 1603 son descritos como pertenecientes al Común de La Mancha los municipios de: Campo de Criptana (Arenales de San Gregorio, segregado recientemente), Pedro Muñoz, Socuéllamos y Tomelloso; desde entonces, al desaparecer Quintanar de la Orden, y ser todos municipios de Ciudad Real, el topónimo de "Mancha" se ha apellidado con el primero de aquellos.